# Olympische Sommerspiele 1972/Teilnehmer (Dahomey)
| Gelbes Symbol für Goldmedaillen mit stilisierten Olympischen Ringen | Graues Symbol für Silbermedaillen mit stilisierten Olympischen Ringen | Braundes Symbol für Bronzemedaillen mit stilisierten Olympischen Ringen |
| ------------------------------------------------------------------- | --------------------------------------------------------------------- | ----------------------------------------------------------------------- |
| —                                                                   | —                                                                     | —                                                                       |

Die Republik Dahomey, das heutige Benin, nahm an den Olympischen Sommerspielen 1972 in München mit einer Delegation von drei Sportlern (allesamt Männer) teil.

## Teilnehmer nach Sportarten

### Boxen
- Meriga Salou Seriki
Halbfliegengewicht: 17. Platz

- Leopold Agbazo
Bantamgewicht: 33. Platz

### Leichtathletik
- Ibrahima Idrissou
400 Meter: Vorläufe